# 長孫子裕
長孫子裕（?—?），北魏、西魏官员，長孫稚的第二个儿子。长孙炽、长孙敞、长孙晟祖父，长孙无忌、长孙皇后的曾祖父。
長孫稚之妻张氏，生二子，長孫子彦、長孫子裕。后来長孫稚与罗氏私通，杀罗氏之夫，弃张氏纳罗氏。孝昌二年（526年）鲜于修礼在中山反北魏，以長孫稚为大都督北讨。不久朝廷使者到达邺城。解除長孫稚行台、大使，派遣河间王元琛为大都督，郦道元为行台。長孫稚派遣長孫子裕奉表，称与元琛在淮南有隙，所以临机夺帅。但是魏孝明帝和胡太后并不采纳。長孫子裕随父西入关中，在西魏担任卫尉少卿，官至武卫大将军、太常卿，封平原县开国侯。長孫子裕上奏舍弃自己的十七级官阶，为儿子長孫义贞（长孙兕）求官，因此得官左将军，加通直散骑常侍。以父勋，封平原县伯。